# Tulcea (distrikt)
Tulcea er et distrikt i Dobrogea i Rumænien med 265.349 (2002) indbyggere. Hovedstad er byen Tulcea.

## Byer
- Tulcea
- Babadag
- Isaccea
- Măcin
- Sulina

## Kommuner
| - Baia - Baidaud - Beştepe - C. A. Rosetti - Carcaliu - Casimcea - Ceamurlia de Jos - Ceatalchioi - Cerna - Chilia Veche - Ciucurova - Crişan - Dăeni | - Dorobanţu - Frecăţei - Greci - Grindu - Hamcearca - Horia - I. C. Brătianu (Zaclău, 23 August) - Izvoarele - Jijila - Jurilovca (Unirea) - Luncaviţa - Mahmudia | - Maliuc - Mihai Bravu - Mihai Kogălniceanu - Murighiol (Independenţa) - Nalbant - Niculiţel - Nufăru - Ostrov - Pardina (1 Mai) - Peceneaga - Sarichioi | - Sfântu Gheorghe - Slava Cercheză - Smărdan - Somova - Stejaru - Topolog - Turcoaia - Valea Nucarilor - Valea Teilor - Văcăreni |

44°59′N 28°46′Ø / 44.98°N 28.77°Ø